# Liste der Monuments historiques in Marly-le-Roi
Die Liste der Monuments historiques in Marly-le-Roi führt die Monuments historiques in der französischen Gemeinde Marly-le-Roi auf.

## Liste der Bauwerke
| Bezeichnung                                         | Beschreibung | Standort                      | Kennzeichnung | Schutzstatus | Datum          | Bild |
| --------------------------------------------------- | ------------ | ----------------------------- | ------------- | ------------ | -------------- | ---- |
| Domaine national mit Schloss und Maschine von Marly |              | (Lage)                        | PA00087524    | Classé       | 1925 1928 2009 |      |
| Kirche St-Étienne-St-Vigor                          |              | Place Victorien-Sardou (Lage) | PA00087525    | Inscrit      | 1977           |      |
| Hôtel Couvray                                       |              | (Lage)                        | PA00087526    | Inscrit      | 1937           |      |

## Liste der Objekte

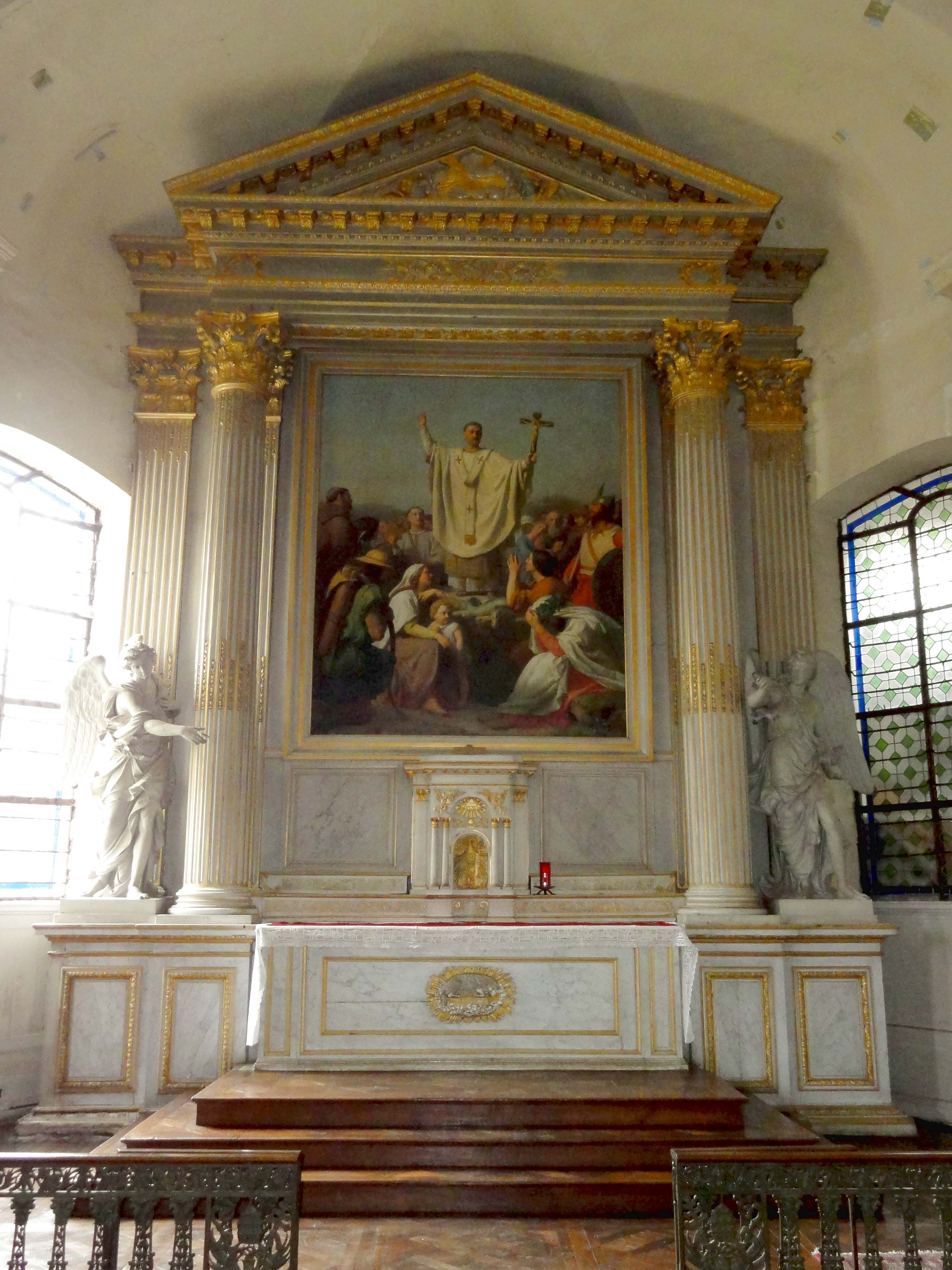
Hauptaltar in der Kirche St-Vigor

- Monuments historiques (Objekte) in Marly-le-Roi in der Base Palissy des französischen Kultusministeriums